# Aphanicercella scutata
Aphanicercella scutata är en bäcksländeart som beskrevs av Barnard 1934. Aphanicercella scutata ingår i släktet Aphanicercella och familjen Notonemouridae. Inga underarter finns listade i Catalogue of Life.